# Elaeocarpus rugosus
Elaeocarpus rugosus é uma espécie de angiospérmica da família Elaeocarpaceae.
Pode ser encontrada nos seguintes países:  Malásia e Singapura.
Está ameaçada por perda de habitat.